# Polla negra
La polla negra (Zapornia flavirostra) és una espècie d'ocell de la família dels ràl·lids (Rallidae) que habita riberes amb vegetació flotant de la major part de l'Àfrica subsahariana, faltant de les zones més àrides del nord-est i el sud-oest.

## Taxonomia
Inclòs al gènere Amaurornis a classificacions com ara la de Clements 2015. En Clements 2016 apareix format part del gènere Zapornia, arran els treballs de Juan C. Garcia-Ramírez et al (2014)